# Plouguenast
Plouguenast foi uma antiga comuna francesa na região administrativa da Bretanha, no departamento Côtes-d'Armor. Estendia-se por uma área de 34,92 km². Em 2010 a comuna tinha 2 528 habitantes (densidade: 72,4 hab./km²).
Em 1 de janeiro de 2019, passou a formar parte da nova comuna de Plouguenast-Langast.